# 2017년 NBA 드래프트
2017년 NBA 드래프트(2017 NBA draft)는 2017년 6월 22일 뉴욕 브루클린 바클레이스 센터에서 열렸다. 전미 농구 협회(NBA) 팀은 미국 대학 농구 선수와 해외 선수를 포함한 기타 적격 선수를 차례로 선발했다.
드래프트 복권은 2017년 5월 16일 플레이오프 중에 진행되었다. NBA 드래프트 복권 당시 동부 컨퍼런스 1번 시드이자 동부 컨퍼런스 결승에 진출했던 53-29세 보스턴 셀틱스가 1위를 차지했다. 2017년 1라운드 지명권을 필라델피아 세븐티식서스에게 잃을 위험이 있었던 로스앤젤레스 레이커스는 두 계단 올라 전체 2순위 지명권을 얻었고, 필라델피아는 새크라멘토 킹스의 상승으로 인해 3위 지명권을 받기 위해 한 단계 올라갔다. 필라델피아 세븐티식서스가 이전 거래에서 가졌던 픽 교환 권리를 활성화한 드래프트. NBA 드래프트가 시작되기 나흘 전인 6월 19일, 셀틱스와 세븐티식서스는 자신들의 1라운드 상위 지명권을 서로 교환했는데, 이는 올해 드래프트의 상위 4권 지명권 보유자가 전년도 드래프트와 정확히 동일하다는 것을 의미한다. 셀틱스는 자신들의 선택으로 듀크 대학교 선수 제이슨 테이텀을 드래프트하려고 했고, 그를 3위로 잡을 것이라고 정확하게 믿었다. 테이텀이 MVP 후보로 성장하고 셀틱스를 18번째 챔피언십으로 이끌면서 이 결정은 결국 2024년 최고의 결정이 되었다.
드래프트 클래스는 현재까지 가장 어린 드래프트 클래스였으며 1 라운드에서 가장 많은 신입생과 가장 적은 선배가 선택되었다. 드래프트에서 상위 7명의 지명자는 대학 신입생이었다. 이전에 2014년과 2016년 NBA 드래프트에서 발생했던 동일한 드래프트(Vlatko Çančar, Ognjen Jaramaz, Alpha Kaba)에서 세르비아 팀 KK 메가 배스킷에서 3명의 선수가 선정된 것은 세 번째이자 연속 두 번째였다. 여기에는 또한 첫 번째 라운드에서 선택된 두 번째 핀란드 선수와 1985년 이후 선택된 첫 번째 불가리아 선수가 포함되었다. 또한 이 드래프트는 최종 전체 2순위로 선정된 론조 볼(Lonzo Ball)과 그의 솔직한 아버지 라바 볼(LaVar Ball)과 관련하여 ESPN으로부터 많은 언론 보도를 받았다. 많은 스포츠 팬과 ESPN 직원 중 일부도 포함된다. 이는 해당 해에 드래프트된 선수가 올해의 신인상을 수상하지 못한 드문 경우 중 하나였다. 이상은 2011년 블레이크 그리핀 이후 처음으로 드래프트되지 않은 1년 만에 상을 받은 선수인 2016년 전체 1위 벤 시몬스에게 돌아갔다.